# Пресноводная
Пресноводная — линейная железнодорожная станция Крымской железной дороги на линии Владиславовка — Багерово.
Расположена в селе Станционное Ленинского района Республики Крым между станциями Останино (станция) (11 км) и Чистополье (12 км).

## История
Железнодорожный разъезд на 59 версте линии Владиславовка — Керчь был сооружён при строительстве ветки в 1900 году, но впервые в доступных источниках селение встречается в Списке населённых пунктов Крымской АССР по Всесоюзной переписи 17 декабря 1926 года, согласно которому на разъезде Ташлыяр (на 59 км), Ново-Николаевского сельсовета Керченского района, числилось 3 двора, из них 2 крестьянских, население составляло 12 человек, из них 6 русских и 6 украинцев.
Указом Президиума Верховного Совета РСФСР от 18 мая 1948 года, разъезд Ташлыяр переименовали в Станционную.  Позже в 1952 станция была переименована в Пресноводную.

## Маршруты пригородного сообщения
По состоянию на ноябрь 2019 г. останавливаются только пригородные поезда.
Посадочные билеты можно купить в билетной кассе станции.